# Grupo Chapín TV
Grupo Chapín TV o también Grupo Chapín Televisión es un conglomerado de medios de comunicación televisivos, creado en el año 2015, en el que están agrupados los canales Canal 3, Canal 7, Canal 11, Canal 13 y TN23. Los canales son propiedad de la Red Albavisión.

## Historia

### Los inicios
Fue fundado en 1955 como Radio y Televisión de Guatemala por el Estado guatemalteco. En 1988, la organización es vendida a Televisa; sin embargo, 4 años después, esta última la vende a Albavisión en 1992. RTA conformó el monopolio de la televisión abierta en el país, al ser propietario de las frecuencias de radiodifusión en Guatemala. Pasó a ser controlada por la sociedad Telemedia Ltda., filial de Albavisión.
En 2015, se separa la organización de Radio y Televisión de Guatemala a 2 grupos: Chapín TV y Chapín Radios.
El 22 de agosto de 2024, en una conferencia de prensa, el grupo Albavisión y Tigo Sports confirmaron una alianza para transmitir varios eventos deportivos de la FIFA desde 2024 hasta la Copa Mundial de la FIFA 2026 y en full HD. Regresando dicho evento a la empresa Albavisión después de 12 años. En la misma conferencia Albavisión se confirmó que la primera copa mundial que transmitieron en HD fue la de Alemania 2006.
En diciembre de 2024 el Grupo Chapín TV anuncia el regreso de Con Buena Onda tras 15 años de su último programa.
En 2025 los canales abandonan el formato 4:3 para dar paso y de forma permanente al 16:9 en relación de aspecto y en marzo comienzan a emitir de forma nativa en 1080i full HD. También en el logotipo de cada canal se encuentran las letras HD.

## Televisión
Chapín TV administra 6 canales de televisión.
| Nombre    | Programación | Fundación                | Canales                             | Notas |
| --------- | ------------ | ------------------------ | ----------------------------------- | --- |
| Canal 3   | Generalista  | 15 de mayo de 1956       | - Canal 3 - VHF - Canal 19.1 - TDT  | Canal principal generalista, con programación informativa y de entretenimiento. Se convirtió en la primera estación privada de Centroamérica. |
| Canal 7   | Generalista  | 15 de diciembre de 1964  | Canal 7 - VHF                       | Canal general, con programación importada de TelevisaUnivision, así como de otros canales y también deportiva y propia.                       |
| Canal 11  | Generalista  | 25 de octubre de 1966    | Canal 11 - VHF                      | Canal de películas, series para todo público y también transmisiones deportivas.                                                              |
| Canal 13  | Generalista  | 20 de septiembre de 1978 | Canal 13 - VHF                      | Canal general, programación importada en series y dibujos animados pero también tiene el noticiero T13 Noticias y transmisiones deportivas.   |
| TN23      | Informativa  | 1 de marzo de 2012       | - Canal 23 - VHF - Canal 19.2 - TDT | Canal de noticias nacionales e internacionales. El canal es miembro de la Red de Noticias Albavisión (RNA).                                   |
| Sonora TV | Informativa  | 2010                     | Canal 40.2 - TDT                    | Señal televisiva que retransmite la señal de Radio Cadena Sonora 96.9, con un formato televisivo.                                             |